# Jörg Drehmel
Jörg Drehmel (Trantow, 3 aprile 1945) è un ex triplista tedesco, uno dei migliori specialisti europei e mondiali all'inizio degli anni settanta.

## Biografia
Si mise in luce a livello internazionale nel 1970 quando vinse la medaglia d'argento ai Campionati europei indoor preceduto dal sovietico Viktor Saneev.
Nell'estate dello stesso anno vinse la gara di Coppa Europa superando Saneev: saltando 17,13 divenne il primo tedesco a superare la soglia dei 17 metri. Nel 1971 fu primo ai Campionati europei assoluti battendo di nuovo Saneev, ma l'anno seguente, alle Olimpiadi di Monaco di Baviera, non gli bastò un salto di 17,31 m per battere il sovietico che, con quattro centimetri in più, riuscì a bissare l'oro olimpico ottenuto quattro anni prima.

## Palmarès
| Anno | Manifestazione  | Sede              | Evento       | Risultato | Misura  | Note |
| ---- | --------------- | ----------------- | ------------ | --------- | ------- | ---- |
| 1970 | Europei indoor  | Vienna            | Salto triplo | Argento   | 16,74   |      |
| 1971 | Europei         | Helsinki          | Salto triplo | Oro       | 17,16   |      |
| 1972 | Giochi olimpici | Monaco di Baviera | Salto triplo | Argento   | 17,31 m |      |

## Altre competizioni internazionali
1970
- Coppa Europa di atletica leggera ( Stoccolma)

1975
- Coppa Europa di atletica leggera ( Nizza)